# Victor Seifert
Victor Heinrich Seifert (* 19. Mai 1870 in Döbling; † 4. April 1953 in Berlin) war ein deutscher Bildhauer. Er war nach dem Ersten Weltkrieg neben Hans Dammann und Hermann Hosaeus einer der meistbeschäftigten Bildhauer, die für deutsche Städte und Orte Kriegerdenkmäler schufen.

## Leben
Victor Seifert war ein Sohn des Garteninspektors Franz Seifert und dessen Ehefrau Franziska Seifert geb. Franz. Er besuchte Schulen in Wien und München und studierte am Kunstgewerbemuseum Wien. Zu weiteren Studien ging er an die Berliner Kunstakademie. Er studierte bei Ernst Herter, Ludwig Manzel und Peter Breuer. Studienreisen führten ihn 1903 nach Paris, 1905 nach Italien und 1910 nach Brüssel und London. Um 1930 wohnte er im Haus Lietzenburger Straße 31 in Berlin, spätestens zu dieser Zeit führte er den Titel Professor. Eine Lehrtätigkeit Seiferts ist jedoch nicht bekannt.
Am 25. Mai 1909 heiratete er Frieda Deditius und hatte mit ihr den Sohn Wolfgang.
Seifert war Mitglied der Künstler-Genossenschaft und des Künstlervereins der Bildhauer und in der Zeit des Nationalsozialismus  der Reichskammer der bildenden Künste. 1939 und 1941 war er in München mit zwei Statuen auf der Großen Deutschen Kunstausstellung vertreten.

## Denkmäler (Auswahl)
- 1902, Berlin: Hirsch-Duncker-Denkmal
- 1903, Sebnitz: Bismarck-Standbild, auf dem Marktplatz
- 1905, Nossen: Bismarck-Standbild
- 1909, Brieg (Schlesien): Bismarck-Standbild
- 1910, Glowitz bei Stolp (Pommern, Kriegerdenkmal 1870/71) und Strehlen (Schlesien): Jahn-Denkmal (Reliefmedaillon)
- 1911, Liebenau (Neumark) und Tuchel (Kreiskriegerdenkmale 1870/71)
- 1912, Arnstadt: Marlitt-Denkmal, Eilenburg – Franz-Abt-Denkmal (Büste), Jauer (Schlesien): Jahn-Denkmal (Reliefmedaillon), Kriescht bei Küstrin (Kriegerdenkmal 1870/71)
- um 1913, Gross-Lossburg: Büstendenkmal Kaiser Wilhelms II. in Admiralsuniform, Posen: Kaiser-Wilhelm-II.-Stein
- 1913, Brieg: Denkmal des Bürgermeisters Julius Peppel, Dennewitz: Kriegerdenkmal 1813 für Graf Friedrich Wilhelm Bülow von Dennewitz, Emsdetten: Kriegerdenkmal für die Gefallenen von 1864, 1866 und 1870/71, auf dem Sanduferplatz, Heilsberg (Ostpreußen): Husarendenkmal 1813 (Reiterstandbild eines Prittwitz-Husaren), Kevelaer-Winnekendonk (Kriegerdenkmal 1914–1918), Mönchengladbach-Giesenkirchen (Kriegerdenkmal 1870/71), an der Kirche, Kolmar (Provinz Posen, Kriegerdenkmal 1866 und 1870/71)
- 1914, Reichenbach (Oberlausitz): Denkmal für Otto Theodor von Seydewitz,[3] kriegsbedingt erst 1917 eingeweiht[4]

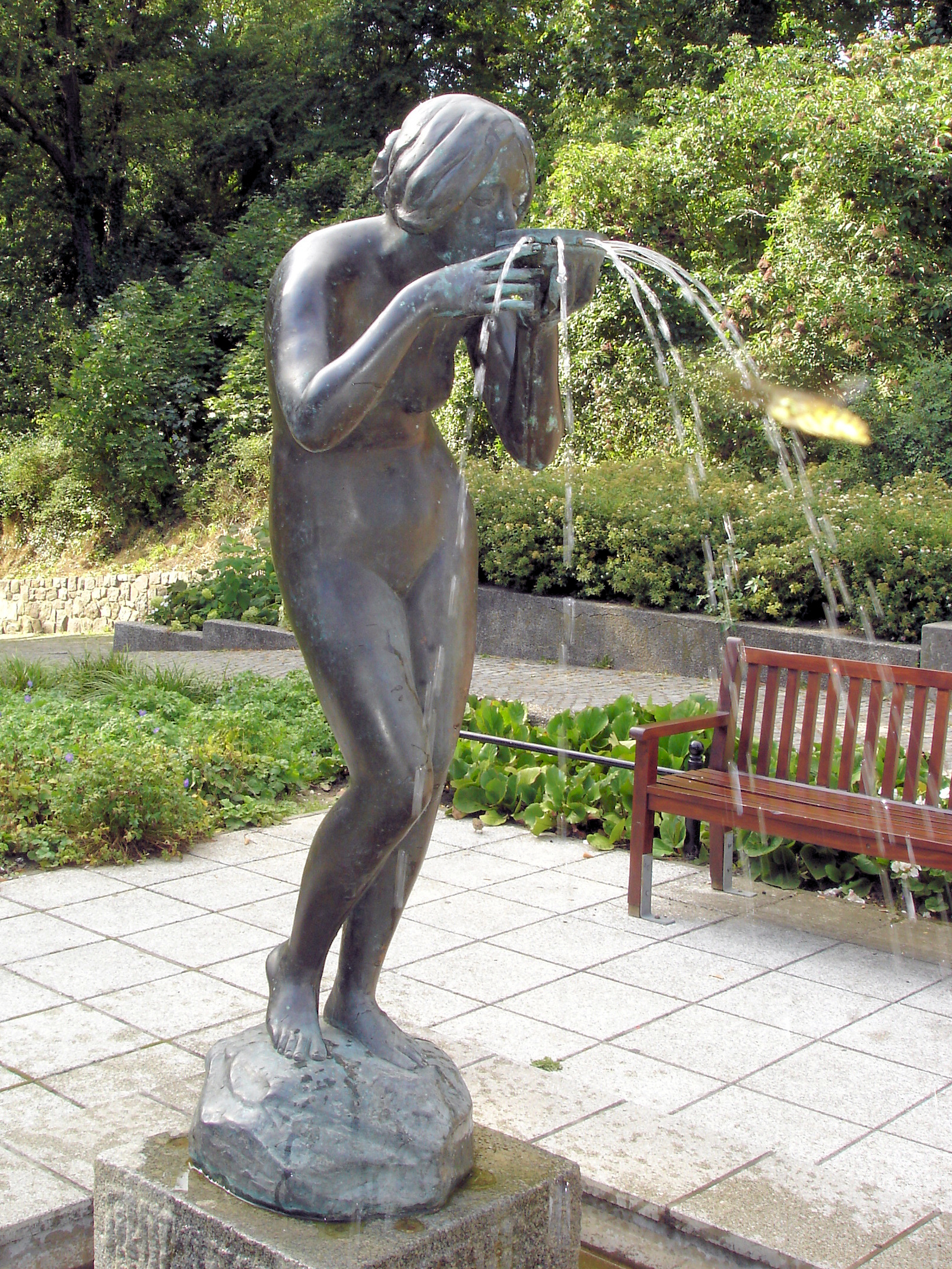
„Die Trinkende“, Rostock (2009)

- 1920, Wallstawe (Kriegerdenkmal 1914–1918)
- um 1921, Bad Reinerz (Schlesien): Hindenburg-Denkmal, als Kriegerdenkmal 1914–18, am Postamt
- 1921, Dennewitz (Kriegerdenkmal 1914–1918), Pretzier (Kriegerdenkmal 1914–1918)
- 1922, Rostock: „Die Trinkende“, Marienburg (Westpreußen): Abstimmungsdenkmal 1920, vor dem Deutschordensschloss, Zethlingen (Kriegerdenkmal 1914–1918), Zinten (Ostpreußen, Kriegerdenkmal 1914–1918)
- 1923, Lübben (Kriegerdenkmal 1914–1918) des Brandenburgischen Jäger-Bataillons Nr. 3
- 1924, Deutsch Krone (Westpreußen, Kriegerdenkmal 1914–1918) des Infanterie-Regiments „Graf Schwerin“ (3. Pommersches) Nr. 14, Insterburg (Ostpreußen, Kriegerdenkmal 1914–1918) des Regiments Jäger zu Pferde Nr. 9
- 1925, Frankfurt (Kriegerdenkmal 1914–1918) des Telegraphen-Bataillons Nr. 2, Jüterbog (Kriegerdenkmal 1914–1918) des 2. Garde-Feldartillerie-Regiments, Magdeburg (Kriegerdenkmal 1914–1918) des Infanterie-Regiments (3. Magdeburgisches) Nr. 66, Mühlenbeck (Kriegerdenkmal 1914–1918), Nehmer bei Kolberg (Pommern, Kriegerdenkmal 1914–1918), Seckenburg (Ostpreußen, Kriegerdenkmal 1914–1918)

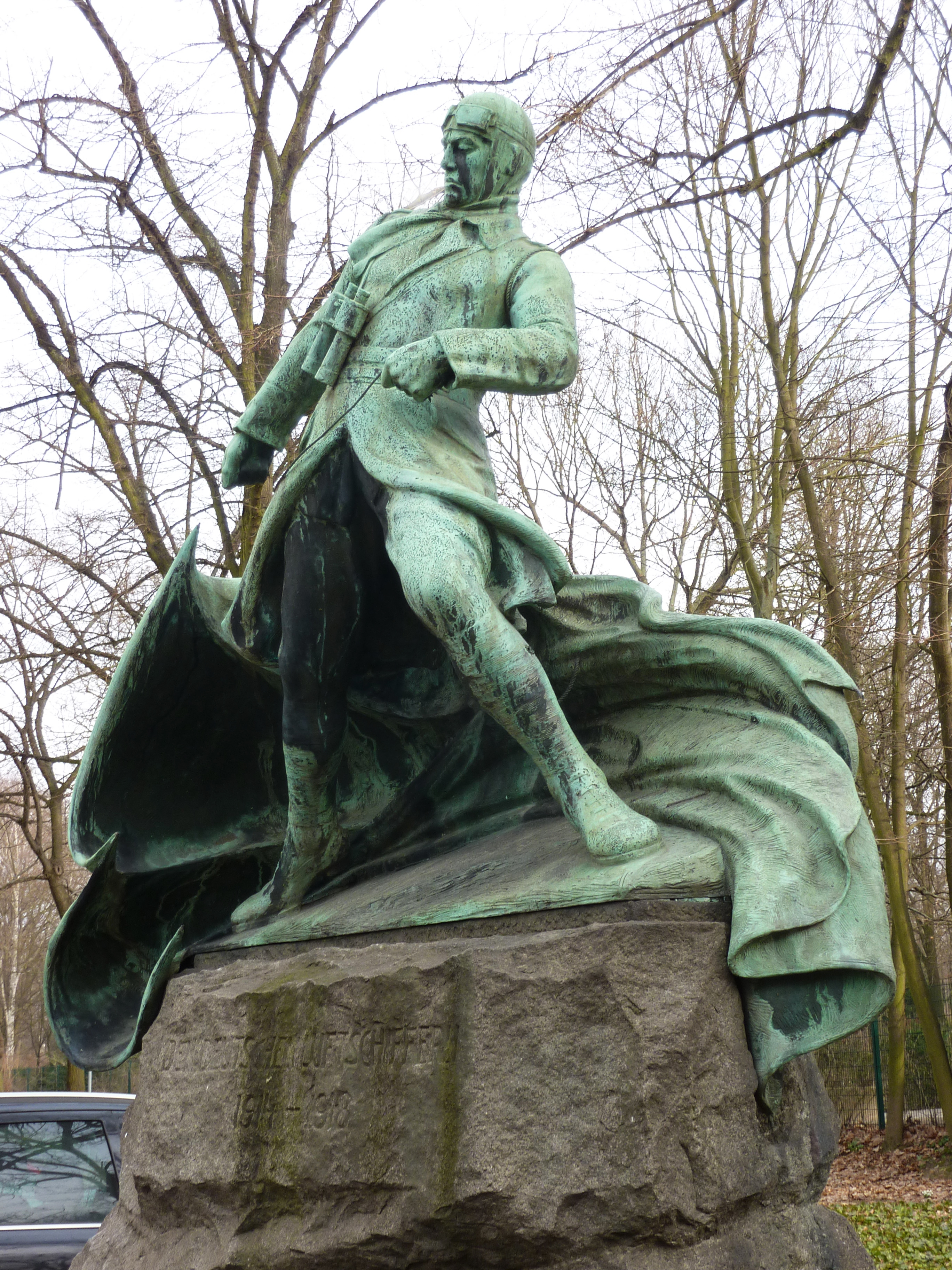
Luftschiffer-Denkmal Berlin (2011)

- 1926, Heilsberg (Ostpreußen, Kriegerdenkmal 1914–1918), auf dem Sockel ein historischer Ritter mit Lanze, Neustettin (Pommern, Kriegerdenkmal 1914–1918) des Infanterie-Regiments (8. Westpreußisches) Nr. 175
- 1927, Mülheim an der Ruhr (Kriegerdenkmal 1914–1918) des Infanterie-Regiments (4. Lothringisches) Nr. 136
- 1928, Brieg (Kriegerdenkmal 1914–1918), Wittenberge (Kriegerdenkmal 1914–1918)
- 1930, Berlin-Neukölln: Luftschiffer-Denkmal, Lilienthalstraße, an der damaligen Katholischen Garnisonkirche